# Arbeiterkinderhilfe der Schweiz
Die Arbeiterkinderhilfe der Schweiz war eine 1932 in Zürich gegründete Hilfsorganisation zur Unterstützung der Kinder von schweizerischen Arbeitslosen und Emigranten, die bis 1936 bestand. Als sich ihre Tätigkeit infolge der Verfolgungen durch den Nationalsozialismus zunehmend auf humanitäre und Flüchtlingshilfe verlegte, ging sie in dem 1936 gegründeten Schweizerischen Arbeiterhilfswerk (SAH) auf.
Ihre Tätigkeit begann das von sozialdemokratischen Aktivisten begründete Kinderhilfswerk 1932 unter der Bezeichnung Proletarische Kinderhilfe. Die Umbenennung in Arbeiterkinderhilfe der Schweiz erfolgte 1933, die Leitung hatte Regina Kägi-Fuchsmann inne.
Zu dieser Zeit weitete die Kinderhilfe ihre Tätigkeit auf Österreich und Frankreich aus, die vom erstarkenden Dritten Reich bedroht waren, und organisierte in der Schweiz mehrmonatige Kindererholungsaktionen für französische Emigrantenkinder. Diese erfolgten in Kooperation mit dem Schweizer Hilfswerk für Emigrantenkinder (SHEK). Dieses unter der Leitung von Nettie Sutro-Katzenstein stehende Werk war ebenfalls 1933 mit dem Zweck gegründet worden, die Kinder von nach Frankreich ausgewanderten Eltern zu unterstützen. Diese Aktivität – die bis 1939 fast 5'000 Kindern einen Erholungsaufenthalt ermöglichte – ging aber zunehmend auf das SHEK über.
Da sich andrerseits die Arbeiterkinderhilfe zunehmend auf die Bereiche Flüchtlingshilfe und Weiterbildung verlagerte, war 1936 die Vereinigung mit dem neu gegründeten Schweizerischen Arbeiterhilfswerk nur folgerichtig. Dessen Trägerschaft übernahmen der Schweizerische Gewerkschaftsbund und die Sozialdemokratische Partei der Schweiz.
Für die Hilfe im Spanischen Bürgerkrieg vereinigte sich das SAH 1937 mit 13 Hilfswerken zur Schweizerischen Arbeitsgemeinschaft für Spanienkinder (SAS) (Ayuda Suiza), diese 1940 – infolge der Ausweitung des Kriegselendes auf immer weitere Länder (Finnland, Polen, Benelux, Frankreich) – mit 17 Organisationen zur Schweizerischen Arbeitsgemeinschaft für kriegsgeschädigte Kinder und ab dem 1. Januar 1942 zur Kinderhilfe des Schweizerischen Roten Kreuzes.
Nach 1945 übernahm das Schweizerische Arbeiterhilfswerk auch humanitäre und Entwicklungshilfe in Südosteuropa und später Katastrophen- und Aufbauhilfe in mehreren Ländern Afrikas, Asiens und Mittelamerikas. Heute stellt es unter dem neuen Namen Solidar Suisse (ab 2011) ein humanitäres Hilfswerk mit breitgestreuten Tätigkeiten bis hin zur Entwicklungszusammenarbeit und derzeit 65 Projekten dar.